# كنتوئية (قلعة أصغر)
کنتوئية (بالفارسية: کنتوئیه) هي قرية تقع في إيران في ناحية لاله زار. يقدر عدد سكانها بـ 234 نسمة .